# Байор, Михал
Михал Байор (пол. Michał Bajor; род. 13 июня 1957, Глухолазы, Опольское воеводство) — польский актёр и певец, сын актёра театра кукол Рышарда Байора и брат актёра Петра Байора.

## Биография
С детства связан со сценической средой в Ополе, где его отец был актёром в кукольном театре. Учился танцу и игре на фортепиано. Актёрский дебют состоялся в детские годы в «Красной Шапочке», где Михал сыграл Волка.
В 1970 году дебютировал как певец в отборочном туре песенного фестиваля в родном Ополе. В 1973 году победил на Фестивале советской песни в Зелёна-Гуре зажигательным исполнением песни «Семёновна», после чего был приглашён принять участие в XIII Международном Фестивале песни в Сопоте. В 1975—1976 годах участвовал в концертах с оркестрами Генриха Дебиха и Стефана Рахоня.
Кинематографическую карьеру начал в 1975 году у Агнешки Холланд в фильме «Вечер у Абдона» со звездой Беатой Тышкевич. Был принят в Высшую государственную театральную школу в Варшаве. Во время учёбы в 1979 году сыграл в варшавском театре «Атенеум» в пьесе «Эквус» Питера Шаффера (сотрудничество с театром продолжилось до 1994 года). В последующие годы снимался в фильмах, сотрудничая с разными режиссёрами: Филипом Байоном, Барбарой Сасс, Эдвардом Жебровским, Феликсом Фальком, Кшиштофом Кесьлёвским. В 1988 году снялся в номинировавшемся на «Оскар» фильме Иштвана Сабо «Хануссен» вместе с Клаусом Марией Брандауэром.
В 1987 году записал свою первую пластинку «Михал Байор-лайв», исполнив произведения Жака Бреля, с которым связал свою дальнейшую сценическую карьеру. В 1993 году сыграл в театре «Студио-Буффо» у Януша Стоклосы и Януша Юзефовича. В 2000 году снялся в фильме «Камо грядеши» Ежи Кавалеровича, сыграв роль Нерона.
На музыкальной сцене сотрудничает с такими композиторами как: Влодзимеж Корч, Януш Стробель, Ярослав Кукульский, Ежи Сатановский, Гадриан Филип Табенцкий, Павел Станкевич, Мартин Нерубец и Пётр Рубик. Среди авторов исполняемых текстов — Владислав Броневский, Юлиан Тувим, Войцех Млынарский и Йонаш Кофта.